# Kürass-Ventilation
Die Kürass-Ventilation (Kürass-Beatmung; engl. biphasic cuirass ventilation, BCV) ist ein Hilfsmittel bei der Heimbeatmung bzw. Atmungsunterstützung. Wie die historische eiserne Lunge ist sie ein nichtinvasives Verfahren. Durch externen Unterdruck in einem den Brustkorb umfassenden Kürass (französisch cuirasse „Lederpanzer“, von cuir „Leder“) wird der Thorax ausgedehnt (non-invasive negative pressure ventilation, NINPV).

## Anwendungsgebiete
Die Kürass-Ventilation ist kein Verfahren der akuten Intensivmedizin, sondern dient der langfristigen Atemunterstützung bei Patienten, die ohne Hilfsmittel keine ausreichende Ventilation ihrer Lunge gewährleisten können. Das Prinzip der externen Unterdruckbeatmung stellt dabei eine Alternative zur ebenfalls nichtinvasiven Maskenbeatmung mit positiven Beatmungsdrücken dar. Sie findet eine gewisse Verbreitung etwa bei der spinalen Muskelatrophie. Diese Atemunterstützung ist baulich bedingt vor allem im Kindesalter eine Therapieoption. Sie stellt jedoch kein Routineverfahren dar, deutlich weiter verbreitet ist auch hier die Maskenbeatmung. Ein Vergleich der beiden Verfahren ist aufgrund der Studienlage nicht möglich.
Die externe Unterdruckbeatmung bietet den Vorteil, dass sie der physiologischen Atmung nachempfunden ist, also nicht per Überdruck Luft in die Lungen bläst, sondern durch Ausdehnung des Thorax einen Unterdruck in der Lunge erzeugt, der dazu führt, dass Luft passiv in die Lungen einströmt. Weiterhin sind Nase und Rachen auch während der Beatmung frei zugänglich, so dass z. B. das Absaugen von Schleim problemlos möglich ist. Nachteile sind die Lautstärke des Kompressors, die teilweise 50 dB erreicht, sowie durch den Kürass entstehende Druckstellen am Thorax und Abdomen.

## Aufbau des Geräts
Die Kürass-Ventilation wird mittels einer Art Weste praktiziert, die aus einem durchsichtigen, relativ elastischen Material besteht. Sie umschließt den Brustkorb und teilweise den Bauch des Patienten und schließt dabei an den Rändern möglichst dicht ab, so dass keine größeren Lecks entstehen. Über einen Schlauch, der mit der Weste verbunden ist, kann Luft in diese hinein- und hinausgepumpt werden. Ein an den Schlauch angeschlossener Kompressor übernimmt diese Pumpfunktion.

## Funktionsweise
Die Kürass-Ventilation kann in verschiedenen Modi durchgeführt werden. Durch den Kompressor kann entweder ein beständiger Unterdruck im Kürass erzeugt werden; oder ein Unterdruck, der sich zyklisch mit Umgebungsdruck abwechselt; oder abwechselnd Unter- und Überdruck zur Inspirations- und Exspirationsunterstützung. Bei Überdruck im Kürass wird der Brustkorb komprimiert, bei Unterdruck dehnt er sich aus. Die so herbeigeführten Veränderungen im Brustkorb- und Lungenvolumen führen jeweils zur Ein- bzw. Ausatmung und damit zur Ventilation der Lunge. Durch eine angeschlossene Steuereinheit können verschiedene Parameter eingestellt werden, die wichtigsten sind die Druckgrenzen bei In-/Exspiration und die Atemfrequenz. Die Weste kann je nach Bedarf entweder fast permanent oder zum Beispiel nur während der Schlafphasen benutzt werden. Häufig reicht eine Verwendung des Ventilators in der Nacht aus, um nächtlichen Apnoen und den damit verbundenen Aufwachreaktionen (Arousals) vorzubeugen.